# Achaguas
Achaguas é um município da Venezuela localizado no estado de Apure.
A capital do município é a cidade de Achaguas.